# Yulia Peresild
Yulia Serguéievna Peresild (en ruso: Ю́лия Серге́евна Переси́льд; Pskov, Unión Soviética; 5 de septiembre de 1984) es una actriz, cantante y cosmonauta rusa.
Actriz principal del Teatro Malaya Bronnaya. participó en un vuelo espacial en el marco del proyecto científico y educativo The Challenge: The First in Space, durante el cual participó en la filmación de episodios del largometraje The Challenge. Es la primera actriz profesional en actuar en el espacio exterior después de su vuelo espacial a la Estación Espacial Internacional (ISS) en octubre de 2021. Se convirtió en la quinta mujer en la historia de la Unión Soviética y Rusia (después de Valentina Tereshkova, Svetlana Savítskaya, Elena Kondakova y Yelena Serova) en viajar al espacio y la segunda en trabajar y vivir en la ISS.

## Biografía
Yulia Peresild nació el 5 de septiembre de 1984 en la localidad de Pskov, capital y ciudad más poblada del óblast de Pskov, entonces parte de la Unión Soviética. Su padre era pintor de iconos y su madre trabajaba en un jardín de infancia. Su apellido proviene de sus bisabuelos paternos estonios, quienes fueron deportados a la RSFS de Rusia. En 2001 se graduó en la escuela secundaria N.º 24 en la ciudad de Pskov. Después de graduarse, ingresó en la Facultad de Filología Rusa del Instituto Pedagógico Estatal de Pskov, pero después de estudiar solo un año, abandonó los estudios y se mudó a Moscú donde ingresó en una universidad de teatro. En 2006, se graduó en el departamento de actuación del departamento de dirección de la Academia Rusa de Artes Teatrales.
Desde 2007, como actriz invitada, comenzó a participar en las representaciones del Teatro Estatal de las Naciones. Colabora con el Teatro de Moscú «Escuela de la Obra Moderna», el Teatro Malaya Bronnaya de Moscú, así como con la Compañía de Teatro de Yevgeny Mironov.

### Carrera
Su debut actoral fue el papel de Natasha Kublakova en la serie de televisión de 2003 Uchastok, dirigida por Aleksandr Baranov. Su primer gran trabajo en el cine fue el papel de Olya Rodyashina en la película dramática Nevesta (2006) dirigida por Elyor Ishmukhamedov, y Captive (2008) dirigida por Alexéi Uchitel. Sin embargo, sus papeles realmente destacados incluyeron el papel principal de Sofía en el drama The Edge (2010) dirigido por Alexéi Uchitel, la serie de televisión Santa Lucia (2012) y el thriller místico Sonnentau (2012). Peresild se hizo conocida después sus destacadas interpretaciones en las película En la niebla (2012), dirigida por Sergei Loznitsa y La batalla por Sebastopol (2015), donde dio vida a la francotiradora Liudmila Pavlichenko.

#### Filmando en el espacio exterior

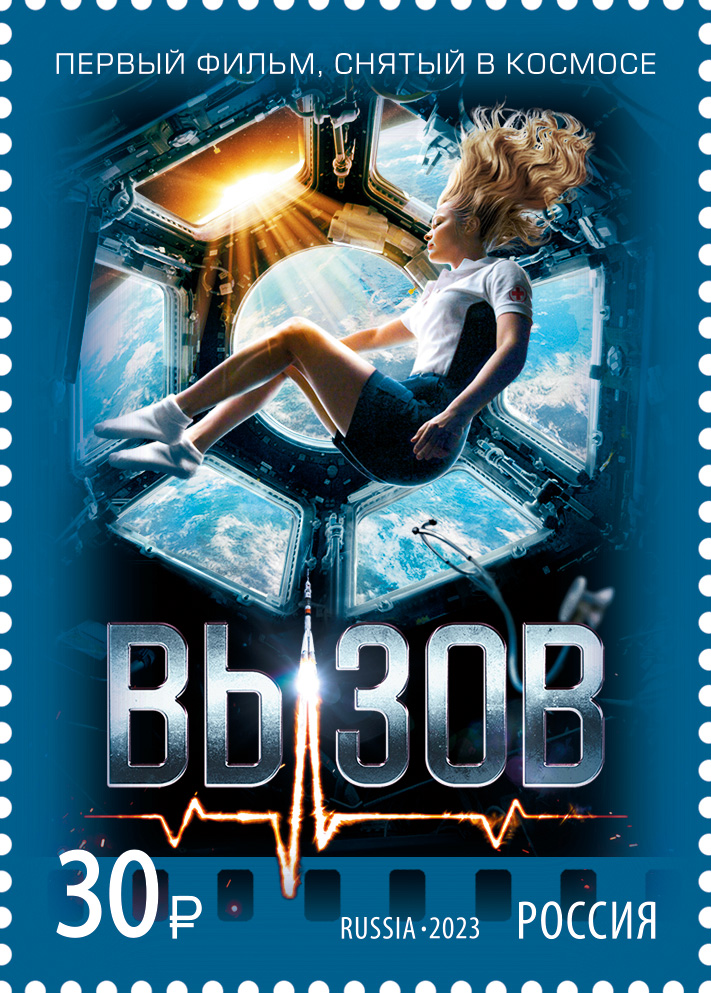
Peresild en un sello ruso con el póster de la película.

En mayo de 2021, Roscosmos seleccionó a Yulia Peresild para participar en un vuelo espacial a la Estación Espacial Internacional (ISS), donde se llevaría a cabo la filmación de la película Visov (en ruso: Вызов, lit. 'El desafío') junto con el director Klim Shipenko. Su nombre fue elegido de una lista de veinte actrices y se anunció el 14 de mayo de 2021. A finales de mayo, la actriz y el director comenzaron su preparación en el Centro de Entrenamiento de Cosmonautas Gagarin. Las pruebas realizadas involucraron centrífugas, vibraciones, familiarización y entrenamiento en aeronaves en condiciones de microgravedad y paracaidismo.
El 5 de octubre de 2021, a las 08:55 UTC, fueron lanzados al espacio en la Soyuz MS-19, comandada por el cosmonauta profesional Anton Shkaplerov, y a las 12:22 UTC atracó en la ISS. Pasaron alrededor de 12 días en el espacio y regresaron el 17 de octubre de 2021 a la Tierra a bordo de la Soyuz MS-18.

## Vida personal
Durante muchos años, tuvo una relación amorosa con el director de cine ruso casado, Alexei Uchitel, con quien tiene dos hijas, Anna (nacida en 2009) y María (nacida en 2012). El divorcio de Alexéi Uchitel de su esposa no está registrado oficialmente, porque además de lo personal, también están conectados por relaciones comerciales. En 2021, Peresild anunció que había roto con él.
En 2022, confirmó que estaba en una relación con el actor Mijaíl Troinik.
Es miembro fundador de la fundación benéfica Galchonok (en ruso: Галчонок), que trabaja para brindar tratamiento a niños con trastornos orgánicos del sistema nervioso central.

## Premios y reconocimientos

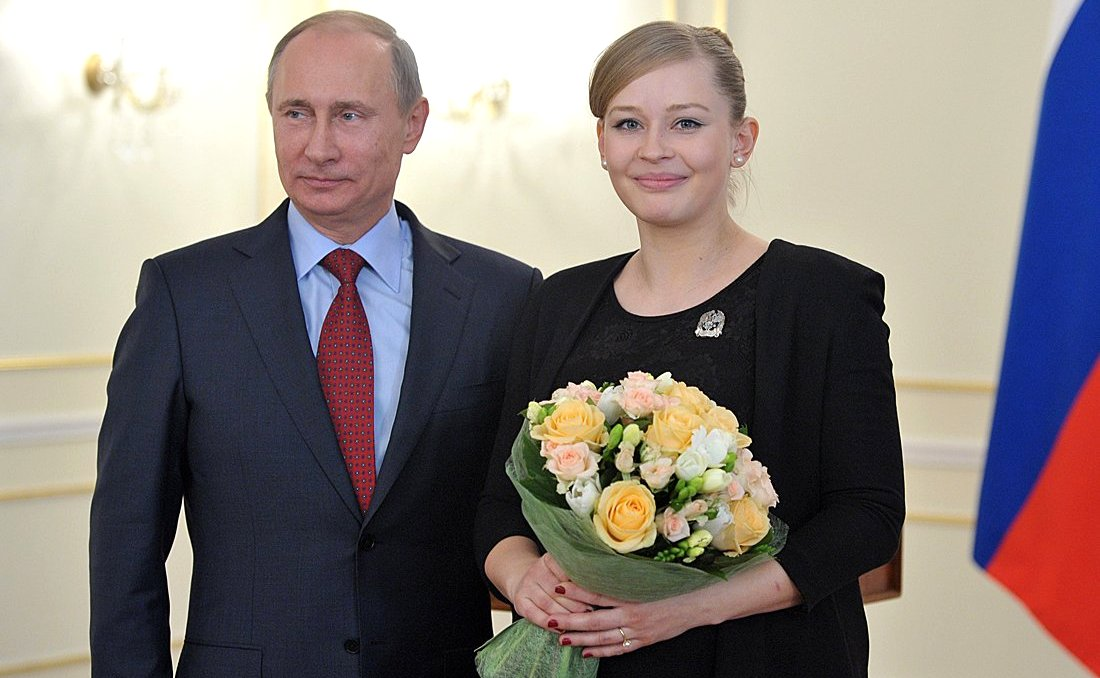
Peresild en la ceremonia de entrega de premios del Presidente de la Federación Rusa en el Kremlin (2013)

- Premio del Presidente de Rusia para jóvenes artistas (2013)[16]
- Premio Águila de Oro a la mejor actriz de reparto (por The Edge, 2010)[4]
- Premio a la mejor actriz en el primer Festival de Cine BRICS (2015)[17]
- Premio a la mejor actriz en el quinto Festival Internacional de Cine de Beijing (por La batalla por Sebastopol, 2015)[18]
- Premio Águila de Oro a la mejor actriz (por La batalla por Sebastopol, 2016)[19]

## Filmografía

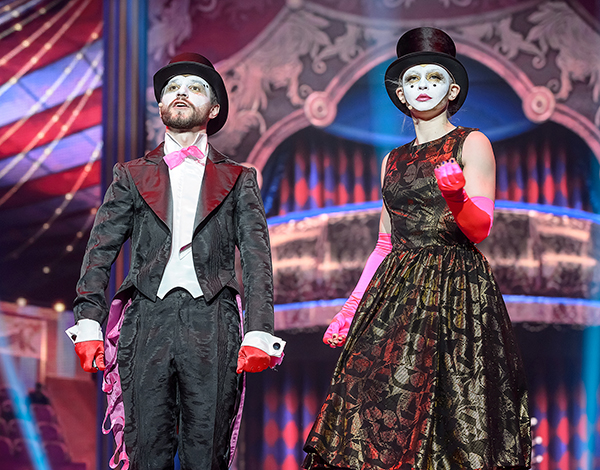
Pavel Akimkin y Yulia Peresild es la Máscara Dorada (2016)

### Películas
| Año  | Título en ruso                     | Papel                                              | Notas                                        |
| ---- | ---------------------------------- | -------------------------------------------------- | -------------------------------------------- |
| 2006 | Nevesta                            | Olya Rodyashina                                    |                                              |
| 2008 | Plennyy                            | Nastya                                             |                                              |
| 2008 | Odnazhdy v provintsii              | Anastasia Vladimirovna Zvonnikova                  |                                              |
| 2008 | Qala                               | Gala                                               |                                              |
| 2008 | Alisa navsegda                     | Anna Kochergina                                    |                                              |
| 2009 | Korotkoe zamykanie                 | Ira                                                |                                              |
| 2010 | The Abduction                      | Elena                                              |                                              |
| 2010 | Kray                               | Sofía                                              |                                              |
| 2010 | Podsadnoy                          | Vera Pozdnyakova                                   |                                              |
| 2011 | Pyat nevest                        | Katya y Asya, hermanas gemelas                     |                                              |
| 2012 | En la niebla                       | Anelya                                             |                                              |
| 2012 | Marathon                           | Inna Antipova                                      |                                              |
| 2013 | O chyom molchat devushki           | Yulya                                              |                                              |
| 2013 | Paradzhanov                        | Svetlana Shcherbatyuk, esposa de Serguéi Parajanov |                                              |
| 2013 | Weekend                            | Inga, secretaria                                   |                                              |
| 2014 | The hunt for crocodiles            |                                                    |                                              |
| 2015 | Bitva za Sevastopol                | Liudmila Pavlichenko                               |                                              |
| 2016 | The Heritage of Love               | Masha Kulikova                                     |                                              |
| 2016 | Ya uchitel                         | Anna Kurenkova                                     |                                              |
| 2017 | Cold Tango                         | Layma                                              |                                              |
| 2018 | A Rough Draft                      | Rose White                                         |                                              |
| 2019 | Dark like the Night. Karenina-2019 | Karenina                                           | cortometraje                                 |
| 2021 | Sheena 667                         | Olya                                               |                                              |
| 2021 | Milk                               | Zoya                                               |                                              |
| 2023 | Visov                              | Evgenia «Zhenia» Beliaeva                          | Rodada en la Estación Espacial Internacional |

### Televisión
| Año  | Título                      | Papel                    | Notas                   |
| ---- | --------------------------- | ------------------------ | ----------------------- |
| 2003 | Uchastok                    | Natasha Kublakova        | Episodio 1x01           |
| 2005 | The Princess and the Pauper | Kseniya Prokhorova       |                         |
| 2005 | Yesenin                     | Katya Esenina            |                         |
| 2006 | Cannon                      | Oksana, she Viti Shtorma |                         |
| 2006 | Enchanted land              | Natasha Kublakova        |                         |
| 2007 | Predel zhelaniy             | Nadya                    |                         |
| 2007 | Cobweb                      | Dasha Averina            |                         |
| 2007 | On the way to the heart     |                          |                         |
| 2007 | Saboteur 2: End of war      | Svetik                   |                         |
| 2008 | I will be back              | Vera Mikhaylovich        |                         |
| 2011 | Deli Case number 1          | Masha Skachko            |                         |
| 2011 | Winter Tango                | Yulya                    |                         |
| 2011 | Leto volkov                 | Tosya                    | 6 episodios - miniserie |
| 2012 | Santa Lucia                 | Vika Saykina             |                         |
| 2012 | Sonnentau                   | Pita Pomyalovskya        |                         |
| 2014 | The Executioner             | Nina                     |                         |
| 2015 | Adult daughter              | Albina Loginova          |                         |
| 2015 | Mysterious Passion          | Ralissa                  |                         |

### Teatro
| Año  | Obra              | Personaje | Teatro                   |
| ---- | ----------------- | --------- | ------------------------ |
| 2011 | Killer Joe        | Dottie    | Theater Na Maloi Bronnoi |
| 2010 | The Warsaw Melody |           | Moscow Drama Theater     |

## Premios y nominaciones
| Año  | Categoría               | Premio                         | Película            | Resultado |
| ---- | ----------------------- | ------------------------------ | ------------------- | --------- |
| 2015 | Mejor actriz            | Tiantian Award                 | Bitva za Sevastopol | Ganadora  |
| 2011 | Mejor actriz de reparto | Premios Nika                   | Kray                | Nominada  |
| 2010 | Mejor papel femenino    | Crystal Turandot Prize Award   | The Warsaw Melody   | Ganadora  |
| 2010 | Mejor actriz de reparto | The White Elephant Prize Award | The Edge            | Ganadora  |